# Попович, Алимпий
Алимпий Попович (серб. Алимпије Поповић; 1888, Нови-Сад — 6 октября 1967, там же) — сербский священник и певчий церковного хора, автор ряда книг по истории Нови-Сада. Прославился тем, что собрал более 2 тысяч городских песен Нови-Сада и сербских народных песен. Первый градоначальник Нови-Сада в социалистической Югославии.

## Биография
Окончил школу и гимназию Нови-Сада. В шестом классе гимназии в газете «Шестошколац» (серб. Шестиклассник) разместил карикатуру на преподавателя и ученика. Классным руководителем был Стеван Милованов, основным преподавателем — Джордже Дера. В молодости Алимпий подружился с основателями кружка церковных певчих в Нови-Саде: благодаря преподавателю Исидору Байичу, а также музыкальному слуху и голосу Алимпий стал певчим в хоре, а позднее стал изучать богословие.
Изначально он был капелланом в Пакраце. После был рукоположен в священники, с 1930 года настоятель Успенской церкви. Пользовался популярностью у прихожан, которые всегда приходили на его проповеди и внимательно его слушали. Возглавлял сербское общество певчих «Невен» с 1934 по 1937 годы. Участвовал в памятных мероприятиях Святоуспенской церкви.
Помимо этого, отец Алимпий прославился сбором всех городских и народных песен жителей Нови-Сада: в довоенных журналах благодаря его стараниям появились тексты и мелодии более 2 тысяч старинных сербских песен, появившихся с IX по начало XX века.
В годы Народно-освободительной войны Югославии отец Алимпий оказывал помощь местному населению, а в 1944 году стал градоначальником освобождённого партизанами Нови-Сада.